# セバスチアン・ジャプリゾ
セバスチアン・ジャプリゾ（Sébastien Japrisot, 1931年7月4日 - 2003年3月4日）は、フランスの小説家、推理作家、脚本家、映画監督、翻訳家。

## 人物
本名はジャン＝バティスト・ロッシ（Jean-Baptiste Rossi）。1950年、ソルボンヌ大学在学中に純文学的な小説"Les Mal partis"（『不幸な出發』『愛は終り一つの憶い出に一つの祈りそして一粒の涙』）を本名で発表しデビュー。しかし経済的理由から推理小説家に転向し、1962年に"Compartiment tueurs"（『寝台車の殺人者』）をセバスチアン・ジャプリゾ（「Sébastien Japrisot」は本名「Jean-Baptiste Rossi」のアナグラム）名義で発表した。同年に発表した"Piège pour Cendrillon"（『シンデレラの罠』）でフランス推理小説大賞を受賞。1978年、"L'Eté meurtrier"（『殺意の夏』）でドゥ・マゴ賞受賞。1991年には、"Un long dimanche de fiançailles"（『長い日曜日』）でアンテラリエ賞を受賞。

## 作品リスト
- 1950年 "Les Mal partis"
  - 日本語題『不幸な出發』（青柳瑞穂訳）
  - 日本語題『愛は終り一つの憶い出に一つの祈りそして一粒の涙』（山崎剛太郎訳）訳者あとがきによると旧訳の底本とは異同がある。
  - 映画『続・個人教授（フランス語版）』原作。本名で監督・脚本を担当。
- 1962年 "Compartiment tueurs"
  - 日本語題『寝台車の殺人者』（望月芳郎訳）
  - 映画『七人目に賭ける男』原作。
- 1962年 "Piège pour Cendrillon"
  - 日本語題『シンデレラの罠』（望月芳郎訳／新訳に創元推理文庫の平岡敦訳）
  - 同題の映画の原作。
- 1966年 "La Dame dans l'auto avec des lunettes et un fusil"
  - 日本語題『新車の中の女』（望月芳郎訳／新訳に創元推理文庫の平岡敦訳）
  - 1970年にアメリカで『殺意の週末』、2015年にフランスで『アナザー（フランス語版）』として映画化された。
  - 日本のテレビドラマ『新車の中の女』原作。
- 1968年 "Adieu l'ami"
  - 日本語題『さらば友よ』（榊原晃三訳）
  - 同題の映画の原作。ジャプリゾが脚本を担当した。
- 1970年 "Le Passager de la pluie"
映画『雨の訪問者』。同じくジャプリゾが脚本を担当した。
- 1972年 "La Course du Lièvre à Travers les Champs"
  - 日本語題『ウサギは野を駆ける』（榊原晃三訳）
  - 映画『狼は天使の匂い』のノベライゼーション。デイビッド・グーディスの原作は映画と同題で日本語訳あり。
- 1977年 "L'Été meurtrier"
日本語題『殺意の夏』（望月芳郎訳）
同題の映画の原作。
- 1986年 "La passion des femmes"
- 1991年 "Un long dimanche de fiançailles"
  - 日本語題『長い日曜日』（田部武光訳）
  - 映画『ロング・エンゲージメント』原作。
- 1999年 " Les enfants du Marais"
  - 日本語題『クリクリのいた夏』
  - ジョルジョ・モンフォレの原作をもとにジャプリゾが脚本を担当した。